# منتخب جزر الأنتيل الهولندية تحت 17 سنة لكرة القدم
منتخب جزر الأنتيل الهولندية تحت 17 سنة لكرة القدم  هو ممثل جزر الأنتيل الهولندية الرسمي في المنافسات الدولية في كرة القدم  تحت 17 سنة .